# Chuối tiêu họng đốm
Pellorneum albiventre là một loài chim trong họ Pellorneidae.